# 硝酸氧钒(IV)
硝酸氧钒(IV)是一种无机化合物，化学式为VO(NO3)2。它的浓溶液（25~50%）不稳定，稀溶液（10%）在二氧化碳气氛中的阴凉处稳定。在25%浓度以下时，它按下式分解：
6 VO(NO3)2 + 5 H2O → 3 V2O5 + 10 HNO3 + 2 NO
更高浓度下，还有一氧化二氮和二氧化氮生成。它在13%硝酸中于50 °C开始分解，放出一氧化氮。它可以在硝酸双氧钒和一氧化氮的反应中生成：
3 VO2NO3 + NO + 2 HNO3 → 3 VO(NO3)2 + H2O